# Nick Littlemore
Nicholas George Littlemore (* 6. května 1978) je australský hudebník, hudební producent, zpěvák, skladatel a manažer turné. Je frontmanem skupiny Pnau a členem elektro-popového dua Empire of the Sun. V minulosti vystupoval v kapele Teenager. Jako hudební producent spolupracoval s Eltonem Johnem, Lover Lover, Groove Armada a Mikou.

## Životopis
Narodil se 6. května 1978 v Sydney a vyrůstal ve Wahroonze se svými staršími bratry Jamesem a Samem.
Navštěvoval Barker College v Hornsby a dokončil ji v roce 1996. Později navštěvoval University of New South Wales, kde studoval film, zvuk a tanec.
Od roku 1996 je frontmanem skupiny Pnau. Skupina vydala čtyři studiová alba – Sambanova (1999), Again (2003), Pnau (2007) a Soft Universe (2011).
V roce 2004 založil alternativní rockovou kapelu Teenager. O dva roky později vydali album Thirteen (2006). Skupina nikdy nezaznamenala větší úspěch, a proto se v roce 2007 rozpadla.
Právě v roce 2007 se spojil se zpěvákem Lukem Steelem a začali pracovat na novém projektu. O rok později založil hudební duo Empire of the Sun. Za svoji existenci vydali čtyři studiová alba – Walking on a Dream (2008), Ice on the Dune (2013), Two Vines (2016) a Ask That God (2024).
V roce 2014 se oženil s ilustrátorkou a výtvarnicí Gigi Rose Grayovou.

## Diskografie

#### Pnau
- Sambanova (1999)
- Again (2003)
- Pnau (2007)
- Soft Universe (2011)

##### Teenager
- Thirteen (2006)

#### Empire of the Sun
- Walking on a Dream (2008)
- Ice on the Dune (2013)
- Two Vines (2016)
- Ask That God (2024)

### EP
- My Friend (2020)

## Ocenění a nominace

### APRA Awards
| Rok  | Nominovaná práce     | Ocenění                             | Výsledek       |
| ---- | -------------------- | ----------------------------------- | -------------- |
| 2010 | "We Are the People"  | Song of the Year                    | Nominace       |
| 2010 | Empire of the Sun    | Breakthrough Songwriter of the Year | Výhra          |
| 2010 | "Walking on a Dream" | Dance Work of the Year              | Výhra          |
| 2014 | "Alive"              | Song of the Year                    | V užším výběru |
| 2014 | "Alive"              | Dance Work of the Year              | Nominace       |

### ARIA Music Awards
| Rok  | Nominovaná práce                                                    | Ocenění    | Výsledek  |
| ---- | ------------------------------------------------------------------- | ---------- | --------- |
| 2020 | Imogen Grist & Nick Littlemore for Pnau featuring Vlossom – "Lucky" | Best Video | Nominated |